# Monetăria din Baia Mare
Monetăria din Baia Mare este un monument istoric aflat pe teritoriul municipiului Baia Mare, pe strada Monetăriei, la numerele 1-3.  În Repertoriul Arheologic Național, monumentul apare cu codul 106327.23.
Monetăria din Baia Mare a fost unul din locurile de emisiune pentru florinul austro-ungar. Marca monedelor bătute la Baia Mare a fost N.B. (Nagybánya) respectiv G. Litera G, a șaptea din alfabet, a fost folosită pentru ordonarea monetăriilor imperiale după cum urmează: Viena (A), Kremnitz (B), Praga (C), Graz (D), Alba Iulia (E), Hall in Tirol (F) și Baia Mare (G). 
În prezent, în clădirea fostei Monetării din Baia Mare se află Muzeul Județean de Istorie și Arheologie Maramureș.

## Imagini

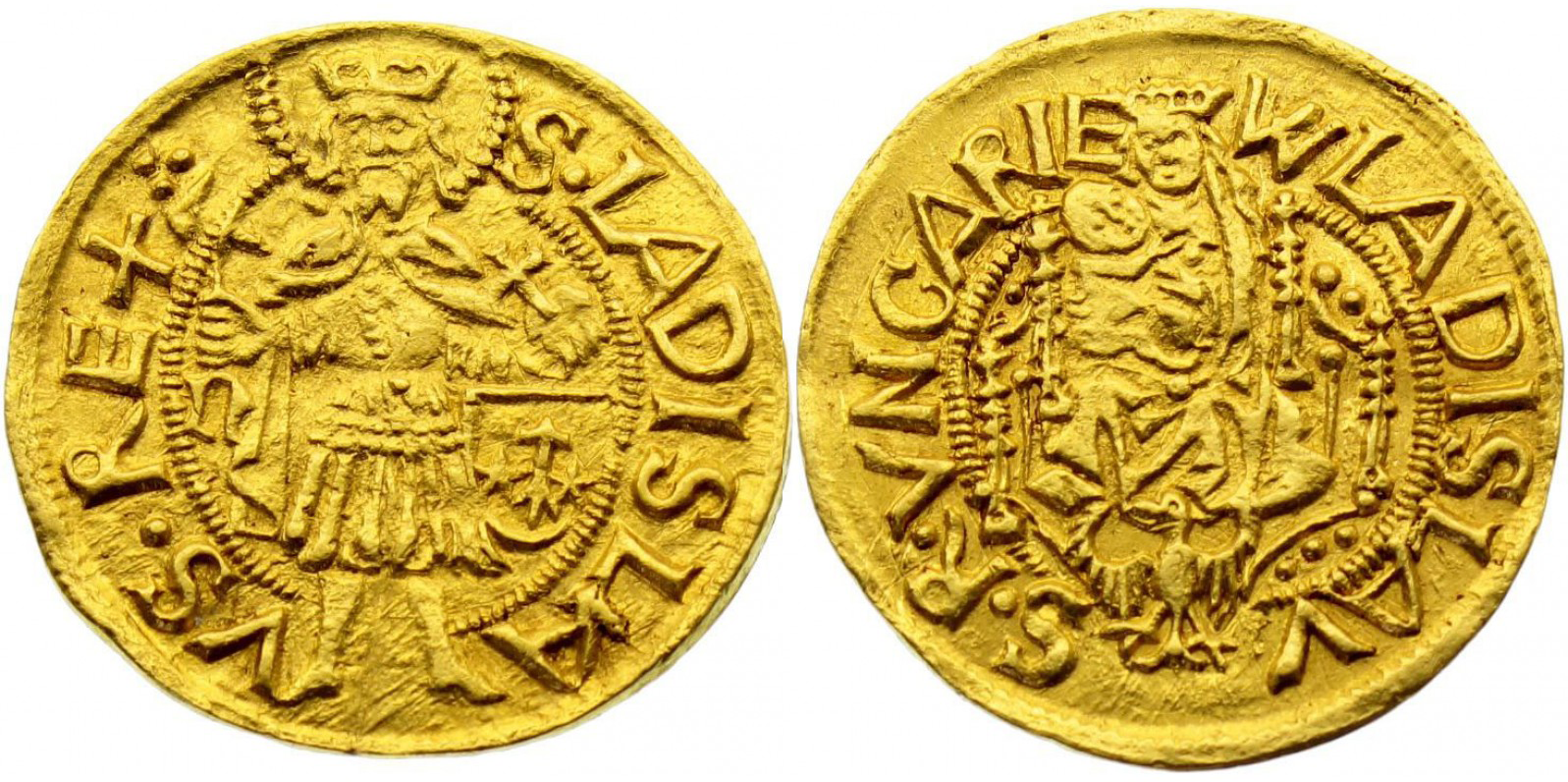
Ducat de aur bătut la monetăria din Baia Mare (1491)
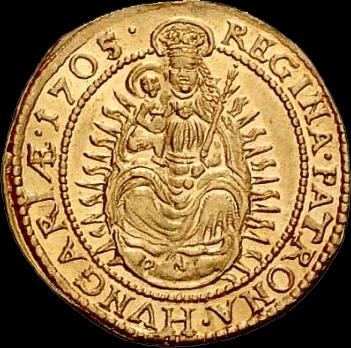
Ducat de aur bătut la monetăria din Baia Mare (1705); revers, central: Fecioara Maria, așezată pe un Tron Ceresc, încoronată ca Regină a Cerului și a Pământului, a îngerilor și a oamenilor, cu Pruncul Isus în brațe, poartă un sceptru în mâna stângă; Pruncul Isus ține în mâna dreaptă un globus cruciger; pe marginea monedei, circular, este gravat textul în latină: REGINA·PATRONA·HVNGARIÆ·1705·